# Torneo WTA de Santa Cruz 2024
El Bolivia Open 2024 FUE un torneo de tenis profesional jugado en canchas de tierra batida al aire libre. Se trató de la 1.ª edición del torneo que formó parte de los Torneos WTA 125s en 2024. Se llevó a cabo en Santa Cruz, Bolivia, entre el 28 de octubre al 3 de noviembre de 2024.

## Cabezas de serie

### Individuales
| Tenista           | Ranking | Preclasificada |
| Mayar Sherif      | 93      | 1              |
| Chloé Paquet      | 103     | 2              |
| Julia Riera       | 113     | 3              |
| Laura Pigossi     | 123     | 4              |
| Darja Semeņistaja | 125     | 5              |
| Anca Todoni       | 133     | 6              |
| Panna Udvardy     | 154     | 7              |
| Francesca Jones   | 160     | 8              |

- Ranking del 21 de octubre de 2024.

### Dobles
| Tenista                            | Ranking | Preclasificada |
| Veronika Erjavec Darja Semeņistaja | 277     | 1              |
| Julia Riera Mayar Sherif           | 330     | 2              |
| Aliona Bolsova Valeriya Strakhova  | 397     | 3              |

## Campeonas

### Individuales femeninos
Anca Todoni venció a  Emiliana Arango por 7–6(5), 6–0

### Dobles femenino
Nuria Brancaccio /  Leyre  Romero vencieron a  Aliona Bolsova /  Valeriya Strakhova por 6–4, 6–4